# San Cayetano (Norte de Santander)
San Cayetano è un comune della Colombia facente parte del dipartimento di Norte de Santander. Il comune è situato all'interno dell'Area metropolitana di Cúcuta.
L'abitato venne fondato da Calixto Lara e Pedro Santander nel 1773.